# Windmühlen von Ally

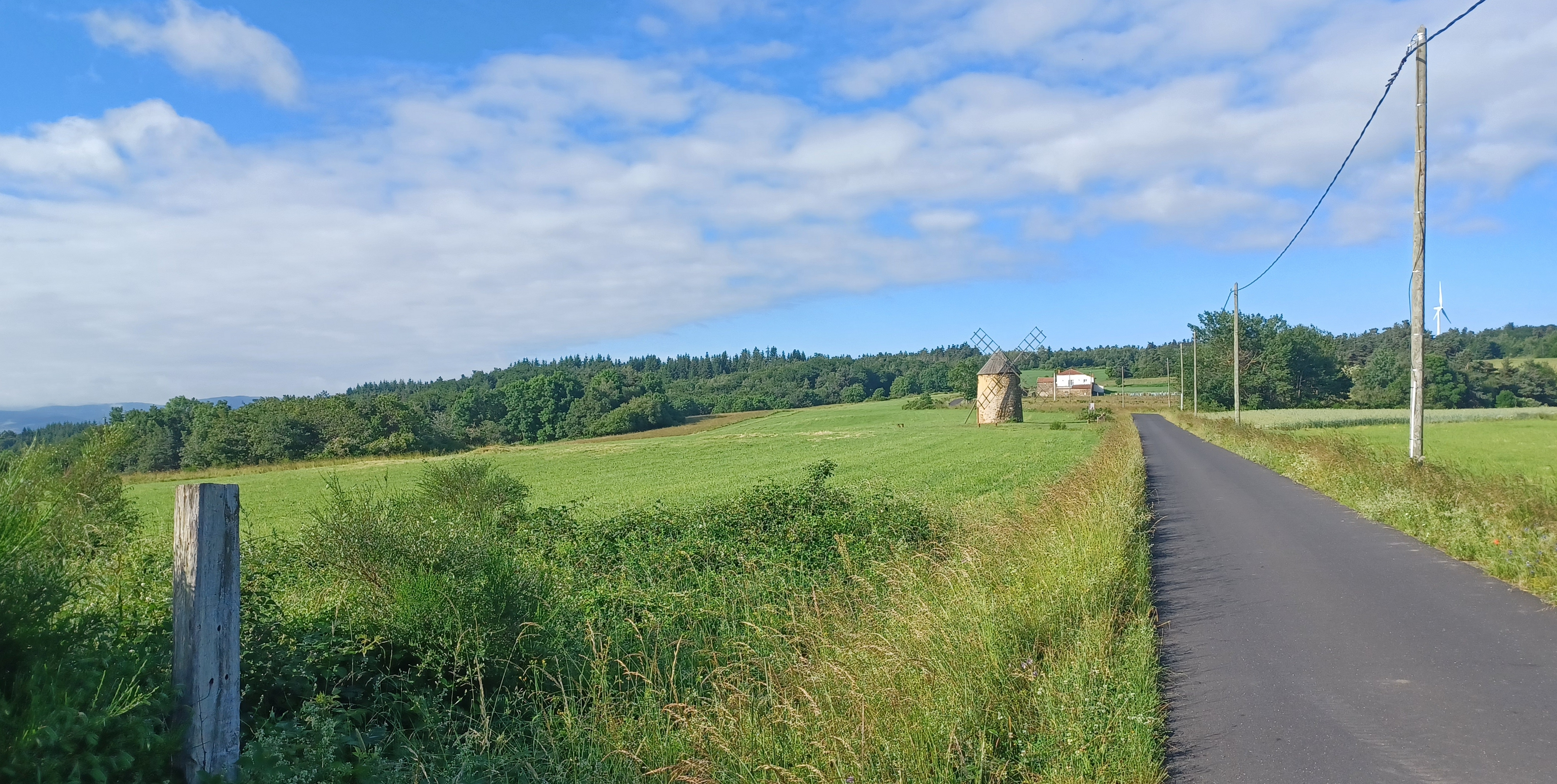
Windmühle Maison Blanche mit gleichnamiger Ansiedlung und modernes Windkraftwerk im Hintergrund

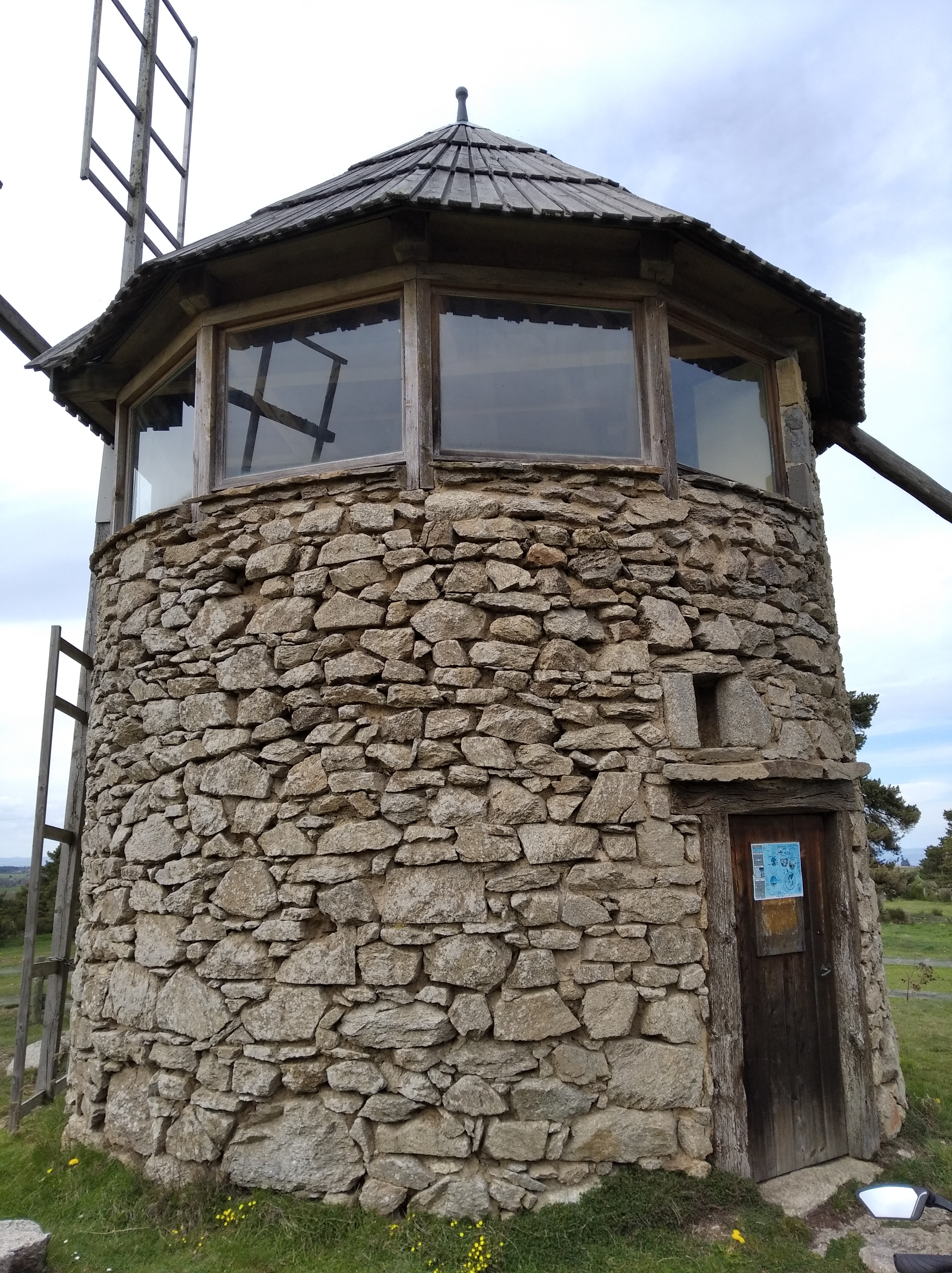
Moulin panoramique

Die Windmühlen von Ally (französisch Les moulins de vent d’Ally) sind mehrere heute noch existierende und teilweise unter Denkmalschutz stehende historische  Windmühlen auf dem Gemeindegebiet von Ally im französischen Département Haute-Loire im östlichen Teil des Zentralmassivs. Sie dienten der Herstellung von Mehl. Im Gemeindegebiet gab es zehn Windmühlen und außerdem noch sieben Wassermühlen.

## Geschichte
Der Bau der Mühlen wurde möglich, nachdem die Feudalrechte durch die Französische Revolution abgeschafft worden waren und das Mühlenrecht an die Gemeinden oder Bauern übergegangen war. Der Mühlenbetrieb wurde seitdem von selbstorganisierten Gemeindemitgliedern oder größeren Familien durchgeführt. Die Herstellung von Mehl verschaffte der Landbevölkerung eine wertvolle Autarkie.
Die Windmühlen von Ally mit ihrer gedrungenen Bauform und ihrem runden Grundriss entstanden in den Jahren um 1820. Frühere Mühlen könnten existiert haben, lassen sich aber baugeschichtlich oder archivarisch nicht mehr nachweisen. Als Baumaterial diente Grauwacke, die regional für Wohn- und Wirtschaftsgebäude verwendet wurde. Im Unterschied zu den hölzernen Bockwindmühlen, die in anderen Regionen Frankreichs üblich waren, handelt es sich um Turmholländerwindmühlen, bei denen nicht der ganze Baukörper in den Wind gedreht wird, sondern nur das kegelförmige Dach (die sogenannte Laterne), an dem die vierflügeligen Rotorblätter montiert sind. Auf der gegenüberliegenden Seite des Dachs ist eine Art Schwanz angebracht, der nach dem Prinzip einer Wetterfahne automatisch für die optimale Ausrichtung zum Wind sorgt. Die Flügel sind aus Pappelholz gefertigt. Diese kleinen Windmühlen ähneln denjenigen, die man in einer Entfernung von 230 bis 280 km findet, namentlich in der Provence und im Lauragais. Die Mechanik im Innern ist einfach. Die beiden Mühlsteine liegen im Mittelpunkt des Grundrisses waagerecht aufeinander, wobei nur der obere angetrieben wird. Die senkrechte hölzerne Königswelle führt bis zur Höhe des Daches, wo sie mit der horizontalen Flügelwelle verzahnt ist. Eine Umdrehung der Flügelwelle erzeugte fünf Umdrehungen der Königswelle und damit des Mahlsteines. Die Mühlsteine aus Kalkstein haben einen Durchmesser von 1,5 bis 2 Metern und ein Gewicht von etwa einer Tonne.
Die Windmühlen von Ally befinden sich auf einer Höhe von 1000 Metern oder mehr über Meereshöhe auf dem Plateau d’Ally. Sie waren den Wassermühlen überlegen, da hier auf der Höhe nahezu stetiger Wind herrscht, während die wenigen Bäche und Flüsse nur eine geringe Wasserführung haben. Für den optimalen Betrieb waren Windgeschwindigkeiten zwischen 20 und 60 km/h notwendig. Die Rotorblätter drehten sich gegen den Uhrzeigersinn. Zum Starten des Mahlbetriebs musste zunächst die Laterne in den Wind gedreht werden. Dafür waren mehrere Personen erforderlich. Nach dem Lösen der Feststellbremse, die die Achsen blockierte, konnte der Betrieb beginnen. Im Unterschied zu Windmühlen in anderen Landesteilen Frankreichs waren die Flügel nicht mit Segelleinen verkleidet, sondern mit dünnen Holzlatten, die von Netzen umspannt wurden.
Die Windmühlen hatten nur eine kurze Betriebszeit. Im Zuge der Industrialisierung begann bereits 30 bis 50 Jahre nach ihrer Errichtung ihr Niedergang, da industrielle Großmühlen weit rationeller arbeiten konnten als kleine handwerklich betriebene für einzelne Familien oder Dörfer. Eine Mühle nach der anderen wurde aufgegeben, als letzte die Moulin Maison Blanche, die 1956 geschlossen wurde. Wassermühlen hatten eine längere Betriebszeit, da bei ihnen Generatoren zur Stromgewinnung nachgerüstet werden konnten. Nachdem die Windmühlen nicht mehr bewirtschaftet wurden, verfielen sie allmählich.  Von den ursprünglich zehn Mühlen blieben sieben erhalten, die alle ab den 1970er Jahren restauriert wurden. Zum Teil wurden sie auch umgebaut, so beispielsweise die Moulin panoramique, der unter der Laterne ein Panoramafenster eingesetzt wurde.
In Sichtweite der Mühlen, nur wenige Kilometer von Ally entfernt, wurden in den Jahren 2000 bis 2005 auf dem Plateau 26 Windturbinen mit einer Leistung von 39 MW errichtet, die nach einem halben Jahrhundert Unterbrechung wieder den Wind zur Energiegewinnung nutzen.

## Zustand und Nutzung
| Name (Name umgangssprachlich)                       | Bau; Nutzung bis | Kulturgut/ Quelle | Unterschutzstellung | Geo | Hinweise                                                |
| --------------------------------------------------- | ---------------- | ----------------- | ------------------- | --- | ------------------------------------------------------- |
| Le moulin de Pargeat („Moulin-Vivant“)              | 1817             | PA00092576        | 27.06.1984          | ⊙   | Weitgehend authentisch erhalten. Kleines Mühlenmuseum.  |
| Le moulin de Montrome („Moulin-gîte“)               |                  |                   |                     | ⊙   | Beide Mühlen werden als Übernachtungsquartier angeboten |
| Le moulin de la Meunière („Moulin-gîte“)            |                  |                   |                     | ⊙   | Beide Mühlen werden als Übernachtungsquartier angeboten |
| Le moulin du Calvaire („Moulin panoramique“)        | vor 1820; 2002   |                   |                     | ⊙   | Vermietung für kleine private Anlässe                   |
| Le moulin de la Maison Blanche („Moulin à paroles“) | 1882; 1956       | PA00092575        | 04.11.1983          | ⊙   |                                                         |
| Le Moulin du Monteil                                |                  |                   |                     | ⊙   |                                                         |
| Moulin de l’arbre de la Garde                       |                  | APMH00277520      |                     | ⊙   |                                                         |

Auch in den Nachbargemeinden gibt es vereinzelt noch Standorte von Windmühlen, so beispielsweise die Moulin de Lagarde in Celoux ⊙.